# Kongresové centrum Awaza
Kongresové centrum Awaza (anglicky: Awaza Convention Center, turkmensky: Kongresler merkezi) bylo otevřeno v roce 2015 v turkmenské turistické zóně cestovního ruchu Awaza a je největším kongresovým centrem ve střední Asii . 

## Poloha
Kongresové centrum Awaza se nachází v turistické oblasti Awaza na pobřeží Kaspického moře. Je součástí ambiciózního projektu infrastruktury turkmenské vlády, která má za cíl vytvořit malý Dubaj s investicemi v hodnotách řádu miliard dolarů. V okolí kongresového centra se nacházejí početné hotely, některé i neobyčejně luxusní, které pohostí účastníky akcí v kongresovém centru.

## Historie stavby
Kongresové centrum postavila turecká stavební společnost Polimeks, která se podílí na realizaci mnoha stavebních projektů v Turkmenistánu. Stavba byla zahájena v listopadu 2012 a její dokončení bylo naplánováno do 36 měsíců, ve skutečnosti bylo kongresové centrum otevřeno v září 2015 po 34 měsících výstavby. Slavnostního otevření kongresového centra dne 8. září 2015 se zúčastnil i turkmenský prezident Gurbanguly Berdimuhamedow.

## Architektura
Budova připomíná stylizovaný stan, který má bílé strany a vitráže na fasádě. Na straně budovy, také v bílé barvě, jsou čtyři vlnité struktury, které vedou podél boční vnější stěny budovy. Na vnější stěně, stejně jako na každé ze čtyř připojených struktur, je jeden z takzvaných Gulsů, což jsou tradiční turkmenské kobercové vzory, které se též nachází na turkmenské vlajce. Forma je inspirována vlnami Kaspického moře. Nad hlavním vchodem do budovy je velký portrét prezidenta Berdimuhamedova, které jsou všudypřítomné v Turkmenistánu. Celkově má kongresové centrum devět pater a rozhlednu s výhledem na Awazu a na Kaspické moře.
V bezprostředním okolí kongresového centra jsou četné fontány, vodní plochy, stromy a zelené plochy. 

### Výzdoba interiéru
Kongresové centrum Awaza má několik konferenčních sálů různých velikostí a pro různé příležitosti. Foyer budovy je vyzdoben velkými akvárii v podlaze a na bočních stěnách. Dvě velké konferenční místnosti pojmou 2 000 a 476 účastníků. Velký konferenční sál slouží kromě akcí a konferencí pro koncerty. K dispozici jsou také dvě banketové sály s kapacitou pro 450 a 256 hostů, tiskárna, konferenční místnost pro návštěvy hlav států nebo jiných vysoce postavených hostů, sál pro podpisování smluv a protokolů a několik malých konferenčních sálů s kapacitou 30 až 100 osob. Turkmenský prezident má v budově vlastní kancelář.

## Akce
Kongresové centrum Awaza má za cíl poskytnout možnost pro pořádání celé řady akcí jako multifunkční zařízení. Například se v kongresovém centru konala konference při příležitosti dokončení nového přístavu Türkmenbaşy a který se zabýval obchodními příležitostmi podél hedvábné stezky. V srpnu 2019 se zde konala oficiální část prvního Kaspického ekonomického fóra, na kterém prezidenti pěti pobřežních států Kaspického moře diskutovali o hospodářské spolupráci. Fóra se zúčastnilo mnoho vysoce postavených politiků a diplomatů z států ležících na pobřeží Kaspického moře i z jiných zemí světa.